# Sead Kolašinac
Sead Kolašinac (født 20. juni 1993) er en tysk-bosnisk professionel fodboldspiller, som spiller for Serie A-klubben Atalanta og Bosnien-Hercegovinas landshold.

## Klubkarriere

### Schalke 04
Kolašinac begyndte sin karriere hos Schalke 04, hvor han debuterede for førsteholdet i september 2012, og blev over de næste sæsoner etableret som en fast mand på holdet. Han blev i 2016-17 sæsonen inkluderet på årets hold i Bundesligaen.

### Arsenal
Efter at hans kontrakt med Schalke var udløbet, så skiftede Kolašinac i juni 2017 til engelske Arsenal. Han havde en god start på sin tid i klubben, da han spillede som fast mand i sine første tre sæsoner i England. Herefter mistede han dog sin plads på holdet.

#### Leje til Schalke 04
I søgen om mere spilletid, så blev han i januar 2021 lejet tilbage til Schalke 04. Han blev her også valgt som klubbens anfører.

### Marseille
I januar 2021 blev Kolašinac og Arsenal enige om at ophæve hans kontrakt, og han skiftede herefter til franske Olympique de Marseille.

### Atalanta
Kolašinac skiftede i juli 2023 til Atalanta.

## Landsholdskarriere

### Tyskland
Kolašinac har repræsenteret Tyskland på flere ungdomsniveauer.

### Bosnien-Hercegovina
Kolašinac besluttede i 2013 at skifte loyalitet og repræsentere Bosnien-Hercegovina. Han debuterede for landsholdet den 19. juni 2013, og var  del af deres trup til VM 2014, hvilke var landets første optræden ved en international turnering.

## Privat
Kolašinac er født i Karlsruhe til bosniakkiske forældre som var kommet til Tyskland som flygtninge fra borgerkrigen i Jugoslavien.